# World Bowl
El World Bowl era la final de fútbol americano del campeonato de la World League of American Football primero y de la NFL Europa después.
Cuando se fundó la World League of American Football en 1991, con equipos europeos, canadienses y estadounidenses, el nombre de World Bowl era adecuado. El nombre permaneció después que la liga se limitó a equipos europeos, se reestructuró y cambió de nombre a NFL Europa. 
El trofeo era un globo de vidrio que medía 35,5 cm de diámetro y pesaba 18,6 kg.

## Campeones del World Bowl
| Año                 | Edición         | Lugar                                             | Campeón            | Resultado     | Subcampeón         | MVP                      |  |
| ------------------- | --------------- | ------------------------------------------------- | ------------------ | ------------- | ------------------ | ------------------------ |  |
| 23 de junio de 2007 | World Bowl XV   | Commerzbank-Arena · Fráncfort del Meno · Alemania | Hamburg Sea Devils | 37 – 28       | Frankfurt Galaxy   | Casey Bramlet Sea Devils |  |
| 27 de mayo de 2006  | World Bowl XIV  | LTU arena · Düsseldorf · Alemania                 | Frankfurt Galaxy   | 22 - 7        | Amsterdam Admirals | Butchie Wallace Galaxy   |  |
| 11 de junio 2005    | World Bowl XIII | LTU arena · Düsseldorf · Alemania                 | Amsterdam Admirals | 27 - 21       | Berlin Thunder     | Kurt Kittner Admirals    |  |
| 12 de junio 2004    | World Bowl XII  | Arena AufSchalke · Gelsenkirchen · Alemania       | Berlin Thunder     | 30 - 24       | Frankfurt Galaxy   | Eric McCoo Thunder       |  |
| 14 de junio 2003    | World Bowl XI   | Hampden Park Glasgow Escocia                      | Frankfurt Galaxy   | 35 - 16       | Rhein Fire         | Jonas Lewis Galaxy       |  |
| 22 de junio 2002    | World Bowl X    | Rheinstadion · Düsseldorf · Alemania              | Berlin Thunder     | 26 - 20       | Rhein Fire         | Dane Looker Thunder      |  |
| 30 de junio 2001    | World Bowl IX   | Ámsterdam ArenA · Ámsterdam · Países Bajos        | Berlin Thunder     | 24 - 17       | Barcelona Dragons  | Jonathan Quinn Thunder   |  |
| 25 de junio 2000    | World Bowl VIII | Waldstadion · Fráncfort · Alemania                | Rhein Fire         | 13 - 10       | Scottish Claymores | Danny Wuerffel Fire      |  |
| 27 de junio 1999    | World Bowl VII  | Rheinstadion · Düsseldorf · Alemania              | Frankfurt Galaxy   | 38 - 24       | Barcelona Dragons  | Andy McCullough Galaxy   |  |
| 14 de junio 1998    | World Bowl VI   | Waldstadion · Fráncfort · Alemania                | Rhein Fire         | 34 - 10       | Frankfurt Galaxy   | Jim Arellanes Fire       |  |
| 22 de junio 1997    | World Bowl V    | Estadio Olímpico · Barcelona · España             | Barcelona Dragons  | 38 - 24       | Rhein Fire         | Jon Kitna Dragons        |  |
| 23 de junio 1996    | World Bowl IV   | Murrayfield Stadium Edimburgo Escocia             | Scottish Claymores | 32 - 27       | Frankfurt Galaxy   | Yo Murphy Scotland       |  |
| 17 de junio 1995    | World Bowl III  | Olympisch Stadion · Ámsterdam · Países Bajos      | Frankfurt Galaxy   | 26 - 22       | Amsterdam Admirals | Paul Justin Galaxy       |  |
| 1994                | No se disputó   | No se disputó                                     | No se disputó      | No se disputó | No se disputó      | No se disputó            |  |
| 1993                | No se disputó   | No se disputó                                     | No se disputó      | No se disputó | No se disputó      | No se disputó            |  |
| 6 de junio 1992     | World Bowl II   | Stade Olympique · Montreal · Canadá               | Sacramento Surge   | 21 - 17       | Orlando Thunder    | David Archer Surge       |  |
| 6 de junio 1991     | World Bowl I    | Wembley Stadium Londres Inglaterra                | London Monarchs    | 21 - 0        | Barcelona Dragons  | Dan Crossman Monarchs    |  |

- Nota: Los números romanos no fueron usados oficialmente hasta la World Bowl IX. Antes del 2001, los partidos eran llamados World Bowl 2000, World Bowl '99, etc.

## Espectadores
- 1991: 61.108
- 1992: 43.789
- 1995: 23.847
- 1996: 38.982
- 1997: 31.100
- 1998: 47.846
- 1999: 39.643
- 2000: 35.860
- 2001: 32.116
- 2002: 53.109
- 2003: 28.138
- 2004: 35.413
- 2005: 35.134
- 2006: 36.286
- 2007: 48.125

- Datos: Q2142464